# Newbury Park (Metropolitano de Londres)
Newbury Park é uma estação do Metrô de Londres em Newbury Park, Ilford, em Londres. Ela serve a Central line. Ela fica na Zona 4 do Travelcard.

## História
Newbury Park foi inaugurada originalmente em 1 de maio de 1903, como parte de um ramal da Great Eastern Railway (GER) de Woodford para Ilford via Hainault, conhecido como Circuito de Fairlop (agora conhecido como Circuito de Hainault). Esta linha, projetada para estimular o crescimento suburbano, teve um sucesso irregular. Na década de 1920, apenas áreas como Newbury Park eram decentemente povoadas. Como consequência do Railways Act 1921, a GER foi fundida com outras empresas ferroviárias em 1923 para se tornar parte da London & North Eastern Railway (LNER). Um novo edifício de estação foi construído pela LNER, que substituiu o edifício original da GER.